# 超人キンタマン
『超人キンタマン』（ちょうじんキンタマン）は、立石佳太による日本のギャグ漫画作品。本項では、その他の派生作品についても記述する。

## 概要
ハイテンションなノリのパロディと下ネタギャグが好評を博し、当時の小学生男子に人気があった。
『月刊コロコロコミック』（小学館）1981年4月号の特別読み切り、『別冊コロコロコミック』2号（同年7月）からの連載を経て、『月コロ』の同年11月号から連載が始まり、1987年12月号まで続く長期連載作品となった。
ウルトラマンを意識した作品であるにもかかわらず、立石はウルトラマンの製作側である円谷プロの満田かずほから「他の人がウルトラマンの下ネタを描くのは許せないけど、君が描くのなら構わない」とお墨付きをもらったという。

## 派生作品
ザ・超人マン
『別冊コロコロコミック』1983年4月号よりリニューアル新連載された姉妹作品。登場人物はほぼ同じだが、キャラクターデザインが一部異なる。なお、『キンタマン』の連載後期は『別冊』の連載も『キンタマン』に統一された。
他にも本作から派生した、以下のような単発の関連作品が存在する。
超人キンコマン
『月刊コロコロコミック』1984年10月号の誌上特集「人気まんがおもしろギャグフェスティバル」において掲載された1ページの漫画。元ネタは読者ページに寄せられたパロディイラスト（金庫+キンタマン）。
超人キントルマン
連載終了後の1988年、ソウルオリンピックとの連動企画として読み切り掲載。超人たちが金メダルを目指し奮闘する。
お面ライダーJr
1989年、『別コロ』で読み切り掲載。
帰ってきた超人キンタマン
1993年に『月刊コロコロコミック』で読み切り掲載。

## 登場人物

### 主役の3人
キンタマン
主人公。本名：金太 満（きんた まん）。おとめ座。星雲タマタマ星出身。
スーパーヒーローを志して日々、修業に励む。年齢は地球人に換算して9歳。デザインはウルトラマンを意識しており、必殺技は主に、スペシウム光線と同じポーズで発する「キンタマン光線」（威力は全くなく、普段はハエの翅（はね）を焦がす程度だが、時折人を黒焦げにする威力になっている事例が見られる。その場合でも全く命に別状はない）と、ウルトラセブンのアイスラッガーと同様に頭の着脱式トサカを飛ばす「キンタラッガー」（スイカぐらいは切れる）の2つ。他には1度しか披露してない技が存在する、かなりの短足でマントを着用しており一応空は飛べるが、宇宙空間へ出る時以外の地上での飛行は、地面から高さ30cm以上浮かない。『ザ・超人マン』では超人スーツを着て変態（変身）する。『キンタマン』では、胸のハラータイマー（カラータイマーのパロディ）を回すと巨大化してマッチョになる。『ザ・超人マン』では、ハラータイマーを引っ張ると首が伸び、押すと鹿のツノが生え、回すと首が180度回転して後ろを向くが、何の役にも立たない。好物はすき焼き。途中から小学校へ行くようになる（以下、「学校編」）。
お面ライダーマン
当初はキンタマンのライバルとして出現したが、いつの間にか共同生活をする仲になった中年男。仮面ライダー（ライダーマン）風のお面をかぶっている。明確には描かれたことはないが、素顔は気持ち悪いと言われ、見た者が皆失禁して気絶するほど。『別コロ』11号（1983年1月）の特集記事「キンタマン超人ヘンタイ全百科」における彼の説明では、「ふだんは夜店でお面を売っている」と表記され、初登場回（『別コロ』3号）のラストに登場したお面売りのおじさんの顔が併記されている。本当の超人か単にお面を着けて自称してるだけか真相は不明（生身の身体なので明らかに改造人間ではない）。登場髪型は刈上げ。体は本気になればかなりのマッチョであり、ときにヒヨコも腰を抜かすほどの怪力を出すことがあるにもかかわらず、相当ガタが来ており、いつも健康面で悩まされている。特技は「高血圧発作」。自分が苦しむだけで、相手にダメージを与える訳ではないが、振動で物体を震わせるぐらいの力があり、雪山で雪崩を引き起こしたことがある。愛車は仮面ライダーの「サイクロン号」をモチーフにした三輪車の「ダサイクロン号」。趣味は盆栽、農作業。身長はわずかに高いが足の長さはキンタマンと同じ。
オガンダム → バカラス
またの名を「お祈り戦士オガンダム」（または祈祷戦士オガンダム、正式名称：サワンナRX-6ノビルスーツ）。機動戦士ガンダム（RX-78）を意識した造型のモビルスーツ風プラモデルで、特技は「お祈り（効果は抜群）」「神頼み」。武器はハエ叩き、肥柄杓、十字架、数珠、「ワイパーバズーカ」（「ガンダムのハイパーバズーカ」のパロディ、後に「バカラスバズーカ」に変更。別名「ミサイル弾」とも）、バカラススパイダー（スーパースパイダーとも）、魚雷、ミサイル。魚雷やミサイルは腕から出す。腕をロケットパンチのように飛ばすハンマーパンチという技もある。缶詰でもそのまま食べられるほど歯が丈夫で、ロボットにもかかわらず特大の放屁や排泄をしばしば行なう。また口から吐き出す唾は接着剤である。登場以後、劇場映画『機動戦士ガンダムIII めぐりあい宇宙（そら）篇』のパロディ「オガンダムIII・えぐりあい編」（『月コロ』1982年6月号）などを展開していたが、後の話でオガンダムが体を洗うために洗濯機に入ったところ洗濯機が爆発。回収された部品で新たに誕生したのがバカラスであった。アホラスと言う兄がいるが、彼の方はマイコンが入っていないため、「あ〜〜!!」としか喋れず、バカラスにも「アホかお前は!」と突っ込まれるほどの輪をかけたアホだが、一方でバカラスを震撼させるような技を持っているという設定もあり、バカラスはアホラスに頭が上がらない。身長180cm→バカラスからは198cm。体重2トン→バカラスからは1.8トン→プラモ改造により再び2トン。すぐ体がバラバラになる。ロケットで飛行も可能。
デザインや名前を変更した理由は、立石によれば、キャラクターの造形に苦情が入り、一時連載終了を検討されたものの、著作権対策としてガンダムに似たようなキャラクターを登場させたのだという。そのためオガンダムの登場エピソードは単行本に収録されておらず、それ以降のエピソードも全てバカラスに差し替えられたため、オガンダムのオリジナル原稿は存在しない。また、オガンダムからバカラスへ生まれ変わるエピソードも「オガンダムからバカラスに組み立て直される」話が「壊れたバカラスを組み立て直す」話に改変されており、セリフも「私は生まれ変わったバカラスだ」という不自然なセリフに差し替えられている。上記の理由により、長らく幻のキャラクターとなっていたが、2008年8月に発行された『熱血!!コロコロ伝説テーマ別アンソロジー第三弾』に掲載された『超人キンタマンvs金メダルマン』にオガンダムが登場した。ただし作中の呼称はバカラスとなっている。『コロコロアニキ』5号（2016年3月）に掲載された漫画『コロコロ創刊伝説』では、連載当時の『コロコロコミック』と『コミックボンボン』の関係を描くため、オガンダムの名称、掲載されていた誌面、上記「オガンダムIII・えぐりあい編」の扉絵などが掲載され、オガンダムの存在についてガンダム側の版権元からクレームがついた顛末が描かれている。
オガンダムのプラモ
『別冊コロコロコミック』8号（1982年7月）のプラモ企画で、「大改造オガンダム」と称して作成方法が掲載されたが、ガンダムのプラモデルが使われており、頭に1/60、体に1/144のガンダムを使用していた。また本家の『月刊コロコロコミック』では、1982年7月号の「プラモカタログ」欄外で上記の完成品が「コロコロ特製オガンダム（価格時価）」として紹介されたが、発売予定はナシとされた。直後の8月号でバカラスに生まれ変わっている。逆にその前号（6月号）に掲載されたぜんきよしの『愛ラブ先生』第7話は当時のガンプラブームに端を発する話だったが、キャラクターはオガンダムに置きかえられて「1/144オガンダムのプラモ」が劇中に登場しており、そのパッケージにオガンダムがほぼそのままの姿で描かれていた。

### キンタマンの家族
金太 舞次郎（きんた まいじろう）
父。デザインは明らかにウルトラの父をモデルとし、ツノを生やしているが、もろくてしばしば折れる。読み違えると（ぎなた読み）「金玉いじろう」になる。燕尾服にろくに洗濯しない臭いふんどしという、ぶっ飛んだスタイル。好物は味噌ラーメンで、塩などそれ以外の味の物をうっかり食べると激怒する。一応「ギロチン光線」が使える。飛行能力は息子よりずっと優れているが、着地が下手。性格は下品で利己的、息子でも平気で殺そうとする。
金太 真内代（きんた まないよ）
母。デザインはウルトラの母をモデルとしている。読み違えると「金玉無いよ」になる。あの舞次郎と結婚したのが不思議なほどの美人で、すらりとしているが、他の家族の2倍以上の大盛りご飯を食べたり、スイカのデカイ一切れ（1/4個ぐらい）を丸ごと齧るなど、かなりの大食漢。どうでもいいことを大げさに伝えるなど、密かにトラブルメーカーだったりする。キンタマンが小学校に行く話を除き、地球には一切来ない。

金太 二子二郎（きんた にこじろう）
弟。デザインはアレキサンドリア・ミートをモデルとしている。一家では唯一、ぎなた読みにならない名前。体は小さいが食いしん坊。口がメチャクチャ大きく開き、ホールケーキや鍋ごとのすき焼きを一口で口に入れてしまう。光線も強力で、兄のキンタマンよりよほど強いが、そのことで兄を馬鹿にするようなこともなく、できた弟である。

#### 金太 真黒造（きんた まくろいぞう）
祖父。読み違えると「金玉黒いぞう」になる。彼のいとこは金太 真草以造（きんた まくさいぞう）で、読み違えると「金玉臭いぞう」になる。△レンズのサングラスをかけ、服装はスーツにネクタイで、舞次郎よりはるかにまともだが、足元はゲタ。金太一族のキングで、横暴な舞次郎ですら恐れる人物だが、キンタマンは「おこづかいがもらえる」とはしゃぐあたり、わりと懐いている様子。３年前に死んだと言われていたが、実は（なぜかカンオケの中で）冬眠していただけだった。ノリが軽く、初対面のヒヨコのパンツをいきなり脱がすほどの、超ドスケベ。風呂は50年入っていない。登場は「超人マン」。

### 人間のレギュラー
ヒヨコ
本作のヒロイン（?）である、おかっぱ頭にリボンを付けた少女。小学生。キンタマンやお面ライダーマン達と同じ家で共同生活をしており、料理は得意で手先は器用だが、お面ライダーマンの三輪車や家の壁までも食べてしまう、超悪食。また、２トンのバカラスを軽々と投げ飛ばし、登場人物の中でもひときわ強烈な屁を放つ（おなら光線（爆弾、ミサイルとも））など、凄まじく凶暴な性格であり、他のキャラを恐怖に陥れる。とはいえ、キンタマン達に比べればまだ多少は常識人寄りではある。初期ではキンタマン達にやられっ放しだったが、途中から立場が逆転した。普段は普通の口調だが、怒ると伝法な男口調になる。コミックス中盤までは、白昼の野外でスカートめくりや下着を脱がされる、自ら全裸になるといった描写が見られたが、後半ではほとんど見られなくなった。服装はいつも同じワンピースだが、お腹のポケットはあったりなかったり、一定しない。他の服を着ていた例は、「キンタマン」「超人マン」両方を見ても、片手で数えるほどしかない。
同作者の次作『それゆけ!ゲームボーイ探検隊』にも、名無しで登場する。
金太（きんた）
ヒヨコの友達の少年。ヒヨコより早い第1話より登場しており、地球に着いたキンタマンがパラシュートで降りてきたのがちょうど彼が野球の試合のバッターボックスに立っていたところであり、キンタマンは彼の振ったバットと投手の投げたボールを同時に頭部に受ける羽目になってしまった。ヒヨコよりまともなキャラで、当初はツッコミ役だったが、途中で長期間出なくなった後にマフィアの一員として再登場。さらにその後は、元の少年に戻って再々登場した。

### その他
ヨーガス
名前は『超時空世紀オーガス』が元ネタだが、デザインは似ても似つかない寸胴のロボット。材料費580円。しかし、オガンダム・バカラスに比べるとロボットとしての機能は充実している。マフィアに作られたが逃げ出し、キンタマン達の家に住むことになる。「超能力メカニック」と称しており、様々な超能力が使えるが、テレポーテーションは半径3メートル以内にしか移動できず、出現時のポーズが逆立ちだったりする。バカラス同様、ロボットにもかかわらず特大の放屁や排泄をしばしば行う。
タイガーマスク
名前こそタイガーマスクそのもののパロディキャラだが、ほっかむりにサングラス、虎の絵が描かれたマスク、Tシャツにプロレス用ショートタイツとおかしな格好をしている。畑仕事をしていて、捕まえた相手を畑仕事やまき割りなどで働かせる。初期の口調は東北訛りだったが、後期では標準語で話すようになった。素顔はぱっちり目でかわいい。
いーてー
E.T.のパロディである宇宙人。お面ライダーマンに「どこの言葉じゃ」と言われるような、意味不明な訛りがある。すぐに痛がり、「いーてー」が口癖。
忍者オットリくん
忍者ハットリくんのパロディキャラ。忍者刀を背負い、仮面ライダーの変身ベルトを巻いている。序盤以外出番は少なめだったが、後期の学校編で和田平作のスパイとして再登場。面識があるはずのヒヨコをただの女の子と勘違いしていた。
超人キモチンマン
当時放送されていた祐徳薬品工業発売の湿布薬「パスタイム」CMのパロディキャラで、もんぺ姿。「きもちんよかぁ〜♪」と歌いつつ左脚を上げながら右腕を股にこすりつけて踊り、「キモチン光線」を発射したり、湿布を口と鼻に貼って呼吸できなくしてガムテープみたいに剥がして攻撃する。汚いもの（性器類）が気絶するほど大嫌い。
ザ・ガマン
しんぼう超人。頭に燃え滾るロウソクを乗せており、常に痛みや熱さを我慢している。当時フジテレビで放送していたバラエティ番組『ザ・ガマン』に由来。
タイガーカット
空手家。虎狩りではなく、頭を虎刈りにして体を鍛えている。普段は長髪の鬘（かつら）を着用。時々、顔出し程度に再登場するが、鬘はかぶらなくなった。
南斗 下骨茶（なんと したこっちゃ）
『北斗の拳』のケンシロウのパロディキャラであり、宙殺真拳（ちゅうさつしんけん）や南斗神拳（なんとしんけん）の使い手（らしい）。常にケンシロウを意識してか、相手や物を指差し「お前はすでに死んでいる」と言い放つ癖がある。毎回登場する時は劇画調でシリアスな、5頭身から6頭身程度の二枚目な風貌だが、ギャグを放ったりボケに巻き込まれたりすると、キンタマン達と同じく不細工な3枚目キャラになる。口癖は「なんとしたこっちゃ〜!!」。
シャー・パイナプル
オガンダムのライバル。シャア・アズナブルがモデル。前述の理由からコミックスでは彼の正規の登場回がカットされたが、オガンダムをバカラスに差し替えられ、最終巻に収録された。
ベンジョコーモリ
怪盗。手は早いが、くだらない物ばかり盗む。中盤のキンタマン達の敵。
雲古 ヨウダサン（うんこ ヨウダサン）
雲黒星出身の、地球征服を狙う男。手下が1人いる。何でも切れる電磁サーベルが武器。地球征服を狙うがキンタマン達によってことごとく失敗、その都度宇宙船が墜落。一度、参惨黒宇巣と組んで超人狩りを行うが、やはりキンタマン達によって失敗した。
参惨 黒宇巣（さんざん くろうす）
宇宙海賊サタン一族族長。中盤のキンタマン達の敵。舞次郎の呪いのプラモ人形を使って舞次郎を殺そうとしたり、一度、ヨウダサンと組んで超人狩りを行うが、キンタマン達によって失敗。二小次郎を誘拐したり、『ザ・超人マン』では舞次郎のツノを盗んだ。佐丹山（さたんやま）を根城にしている。彼をそのまま小さくしたような子分が1人いる。
和田 平作（わだ へいさく）
学校編に登場する不良のリーダー。逆から読むと「くさいへだわ」（臭い屁だわ）となる。子分に与田見清六（よだみ せいろく、反対から読むと「黒い蝉だよ」）、垂茂越男（たれも こしお、反対から読むと「おし（っ）こ漏れた」）がいる（他にもう１人いるが、名前は不明）。大木をも貫く強烈なキックを持つが、抜けなくなってキンタマンに敗北する。
怪人トーセンボ
タマタマ星における舞次郎のライバル。おなら光線を使うが自爆。舞次郎もギロチン光線で自爆して引き分け。のちにサッカーの試合の際にも登場したが、それっきり出番なし。
アンドア・ジェニナシ
バビウス星を支配している男。超能力で岩を持ち上げてぶつけることができる。キャラクター自体は同誌漫画家のむらしんぼそのもので衣装に名前の表記もある。巨大化したキンタマンのパンチにより敗北。
この回に限らず、のむらをネタにしたギャグ・モブ等は多数存在。ネーミングの元ネタはアーケードゲーム『ゼビウス』に登場する巨大要塞「アンドアジェネシス」。
蛮下 輪具兵衛（ばんげ リングべえ）
帝国軍総統。しかし帝国軍はおもちゃみたいな戦闘機ばかり。キンタマン達を殺そうとするが、なぜか手下であるはずの帝国軍の戦闘機に特攻されてダウン。元ネタはファミリーコンピュータ用ゲームソフト『バンゲリングベイ』。
ウルトラのだんな
キンタマンはウルトラマンのテレビの終了を受け、彼らに代わるヒーローとして売り込もうと地球にやってきた経緯がある。第1話（特別読切）で地球に向かう途中のキンタマンは、M78星雲に帰る途中の超人をウルトラのだんなと呼び、会話を交わした。
- この他に「雲黒斎[1]」「ウンコ・ヒットラー」「ラーメン超人・超人メン」など、1回きり、多くても2、3回程度しか登場していない超人はまだまだいる。

## 単行本
いずれもてんとう虫コミックス刊。
2009年にはコミックパークの小学館オンデマンドコミックスから復刊されたが、コミックパークは2022年9月20日に閉鎖。
- 超人キンタマン
  1. 1982年7月初版 ISBN 4-09-140531-2
  2. 1982年12月初版 ISBN 4-09-140532-0
  3. 1983年3月初版 ISBN 4-09-140533-9
  4. 1983年6月初版 ISBN 4-09-140534-7
  5. 1984年1月初版 ISBN 4-09-140535-5
  6. 1984年10月初版 ISBN 4-09-140536-3
  7. 1985年9月初版 ISBN 4-09-140537-1
  8. 1986年10月初版 ISBN 4-09-140538-X
  9. 1987年8月初版 ISBN 4-09-140539-8
  10. 1988年2月初版 ISBN 4-09-140540-1
- ザ・超人マン
  1. 1983年12月発売 ISBN 4-09-1406912
  2. 1984年6月発売 ISBN 4-09-1406920

## 関連商品
キンゴム
キン肉マンの「キン消し」と同様、本作のキャラクターを模した消しゴムが発売されていた。当初は「新キン消し」と呼ばれていた。第2弾まで発売。
フーセンプラモ
アオシマ製。風船に絵が描かれており、それに手足のパーツを取り付ける。
キンタマンアイス
九州地区のみで限定発売されていたアイスキャンディーで、九州では商品のテレビCMも放映されていたらしい。
キンタマンソーラーお守り
日光に当てるとキンタマンの姿が浮かび上がるメダル。コロコロコミックの懸賞の商品とされた非売品。桜多吾作の『釣りバカ大将』ではキーアイテムとなったエピソードもあった。